# Pavel Diakon
Pavel Diakon, tudi Paul Warnefried (latinsko Paulus Diaconus, italijansko Paolo Diacono), langobardski
benediktinec, diakon in zgodovinar, * ok. 720, Čedad, † ok. 799, Monte Cassino, dandanes znan po njegovi langobardski zgodovini Historia Langobardorum.
Pavel Diakon je bil po rodu Langobard. Vzgojen je bil na kraljevem dvoru, nekaj časa je bil tudi na dvoru Karla Velikega, zadnja leta pa je deloval v samostanu Monte Cassino. Njegovo najpomembenjše delo je Zgodovina Langobardov (Historia Langobardorum): v njej je opisana zgodovina Langobardov od začetkov (560) do konca (740), knjiga vsebuje tudi važne podatke o prvotnem prihodu slovanskih plemen v Beneško Slovenijo, oziroma na najbolj zahodni predel slovenskega naselitvenega prostora. Med drugim, v tej knjigi Pavel Diakon omenja tudi bitko med Langobardi in slovanskimi bojevniki leta 670 ob reki Nadiži (Broxas dicitur, non longe a Foroiuli....ad ponte Natisonis fluminis).

## Življenje
Pavel Diakon se je rodil v langobardski vojvodini Furlaniji enkrat v časovnem razponu med 720 in 735, saj je kasneje kot mladenič prišel na dvor langobardskega kralja Rathisa v Paviji (južno od Milana), ki je vladal 744–749 in 756–757. Slednji je bil hkrati tudi Pavlov pokrovitelj in mu omogočil pridobitev ustrezne izobrazbe. Koliko časa je ostal v Paviji ni znano, vendar se je kasneje prestavil v Benevent, kamor je najbrž pospremil Adalpergo – hčer Rathisovega naslednika in poslednjega langobardskega kralja Deziderija (757–774) –, ko se je poročila z beneventanskim vojvodo. Kje točno je bil Pavel od 50. pa do 80. let 8. stoletja, ni jasno, se pa 783 pojavi v Franciji, ko je napisal prošnjo frankovskemu kralju Karlu Velikemu, naj pomilosti njegovega brata Arihisa.
784 je napisal tudi delo Dejanja škofov iz Metza (Gesta episcoporum Mettensium) na prošnjo škofa Angilrama iz Metza. Razen tega, nimamo o Pavlovem delovanju v Franciji skoraj nobenega podatka, vemo pa, da tam ni ostal do smrti, saj naj bi se, če se sklicujemo na podatek Pavlovega učenca Hilderika gramatika, Pavel umaknil v samostan na Monte Cassino (Lacij). Kdaj je do tega prišlo, ostaja stvar razprav.
Pavel je, kot nam pove nekrolog Monte Cassina, umrl 13. aprila, medtem ko je leto smrti v stroki odprto vprašanje. Do danes je najbolj konvencionalna letnica ostala 799, saj se v Zgodovini Langobardov ne omenja kronanje Karla Velikega za cesarja, ki pa se je zgodil, kot vemo, na božič 800.

## Dela
Izmed številnih del, ki jih je Pavel ustvaril (med njimi lahko izpostavimo njegovo Rimsko zgodovino, Historia Romana, ki jo je posvetil Adalpergi), je daleč najznamenitejša Zgodovina Langobardov (Historia Langobardorum), ki jo je avtor najbrž napisal po svojem umiku na Monte Cassino. Delo je razdeljeno na 6 knjig in obsega zgodovino Langobardov od njihovega (domnevnega) izvora pa do konca vladavine langobardskega kralja Liutpranda 744. Zakaj točno se delo konča z letom 744 ni povsem jasno, kajti langobardsko kraljestvo je padlo šele 774, delo pa s tem izpusti 30 let langobardske zgodovine. 
Glede tega je stroka precej polarizirana: nekateri raziskovalci to interpretirajo kot znak nedokončanosti dela, drugi pa postulirajo, da je bil zaključek nameren. Še bolj je stroka deljena glede vprašanja o sami tendenci dela, saj je to izredno ambivalentno. Kljub temu, da Pavel piše o zgodovini Langobardov (ter je hkrati tudi sam izhajal iz langobardske družine, kot nam pove v IV.37), na nekaterih mestih pokaže zelo profrankovsko naklonjenost, zaradi česar so mnogi interpretirali, da je bilo delo namenjeno Frankom, ki so se ustalili v Italiji po zmagi 774. Dejansko ne moremo razbirati intenc za samim delom in s tem, ko skušamo opredeliti Pavla tej ali drugi strani, zamegljujemo samo naravo dela, saj je prav ta ambivalentnost omogočila uspeh njegove Zgodovine Langobardov, ki spada med ene izmed najvplivnejših srednjeveških del nasploh (ohranjenih imamo več 100 rokopisov).
Delo je nenazadnje ključno tudi za zgodovino slovenskega prostora, saj Pavel (retrospektivno) omenja slovansko prisotnost v vzhodnoalpskem prostoru konec 6. stoletja, hkrati pa omeni karantansko ime (V.22) in Karniolo (VI.52).